# Jakob von Iłża
Jakob von Iłża (polnisch Jakub z Iłży; * um 1490; † nach 1542) war ein polnischer reformatorischer Gelehrter und Humanist.

## Leben
Er stammte aus der Stadt Iłża in Masowien. Seit 1509 studierte Jakob an der Akademie in Krakau. Dort wurde er von Humanisten wie Johannes Silvius von Sizilien, Claretti und Paul von Krosno geprägt. 1511 wurde er Baccalaureus, 1516 Magister.
Jakob wurde Dozent am Collegium Minor in Krakau und Priester an der St.-Stephans-Kirche. Mitte der 1520er Jahre begann er, lutherische Ideen zu lehren. 1528 wurde er von Bischof Peter Tomicki von Krakau ermahnt, zur rechten Lehre zurückzukehren. 1534 wurde gegen ihn ein Häresieverfahren eröffnet. Jakob floh nach Breslau in das Herzogtum Schlesien. 1535 wurde er in Abwesenheit verurteilt und ihm seine Dozentenstelle in Krakau entzogen. Dieses war das erste theologische Verfahren gegen einen lutherischen Lehrer in Polen.
Jakob war danach lutherischer Prediger im schlesischen Tarnowitz.
Er wurde von späteren protestantischen Theologen als wichtiger Wegbereiter reformatorischen Denkens in Polen verehrt.